# دولت کاتالونیا
دولت کاتالونیا (به اسپانیایی: Generalitat de Catalunya) نهادی است که به موجب آن قلمروی خودگردان کاتالونیا به عنوان یک جامعه خودمختار اسپانیا، خودگردانی می‌شود. این دولت متشکل است از پارلمان کاتالونیا، رئیس دولت کاتالونیا و شورای اجرایی کاتالونیا (یا شورای وزرا که اغلب به آن «حکومت» نیز گفته می‌شود). اختیارات کنونی آن در اساسنامه خودمختاری کاتالونیا مصوب سال ۲۰۰۶ تعیین شده است.
دفتر مرکزی آن در پالائو دِ لا جنرالیتات، در شهر بارسلون واقع شده است.